# 리호혁
리호혁(李鎬赫, 1929년~?)은 조선민주주의인민공화국의 정치인이다. 조선로동당 경공업 및 상업부 부부장 및 조선로동당 중앙위 후보위원 등을 역임했다.